# Marin Čilić
Marin Čilić (ur. 28 września 1988 w Medziugoriu) – chorwacki tenisista, zwycięzca wielkoszlemowego US Open 2014, srebrny medalista igrzysk olimpijskich w Tokio (2020) w grze podwójnej, reprezentant w Pucharze Davisa, olimpijczyk.
Najwyżej sklasyfikowany w rankingu singlistów był na 3. miejscu w styczniu 2018 roku.

## Kariera tenisowa
W maju 2005 Čilić wygrał juniorski Roland Garros w singlu, zwyciężając w finale z Antalem van der Duimem. Tego samego roku rozpoczął karierę zawodową i do końca sezonu triumfował w rozgrywkach z serii ITF Men’s Circuit w Vinkovci. W 2006 roku awansował do półfinału rozgrywek ATP World Tour w Gstaad.

### Sezon 2007
Sezon zakończył z dwoma wygranymi zawodami kategorii ATP Challenger Tour, w Casablance, pokonując w finale Simone Bolelliego i w Rijece, wygrywając z Lukášem Lacko. Doszedł również do ćwierćfinału turnieju ATP World Tour w Londynie (Queen’s), gdzie uległ Andy’emu Roddickowi. Rok ukończył w czołowej „setce” rankingu, na 71. miejscu.

### Sezon 2008
W tym roku Chorwat wygrał swój pierwszy zawodowy turniej, na twardych kortach w New Haven, po zwycięstwie 6:4, 4:6, 6:2 w finale nad Mardym Fishem. Ponadto osiągnął ćwierćfinał rozgrywek ATP Masters Series w Toronto, eliminując po drodze m.in. Roddicka; przegrał z Gilles’em Simonem. Również podczas rozgrywek wielkoszlemowych Čilić uzyskiwał wysokie wyniki, dochodząc do 1/8 finału Australian Open (porażka z Jamesem Blakiem) oraz Wimbledonu (porażka z Arnaudem Clémentem). Na koniec roku zajmował 22. pozycję w rankingu ATP. Latem zagrał na igrzyskach olimpijskich w Pekinie, występując wyłącznie w konkurencji singlowej, z której odpadł w II rundzie.

### Sezon 2009
Rok Čilić zainaugurował od triumfu w Ćennaju, pokonując w finale grającego z „dziką kartą” Somdeva Devvarmana. Później, w lutym, zwyciężył w Zagrzebiu, po wygranej w finale nad Mario Ančiciem. We wrześniu doszedł po raz pierwszy w karierze do ćwierćfinału rozgrywek wielkoszlemowych, na nowojorskich kortach US Open, eliminując we wcześniejszych rundach m.in. finalistę z 2008 roku, Andy’ego Murraya; przegrał z późniejszym triumfatorem turnieju Juanem Martínem del Potro. W październiku Čilić uzyskał finał zawodów w Pekinie. Po drodze Chorwat wyeliminował Nikołaja Dawydienkę, Rafaela Nadala, jednak w finale nie sprostał Novakowi Đokoviciowi. Na początku listopada Čilić po raz kolejny w sezonie osiągnął finał zawodów szczebla ATP World Tour, w Wiedniu, ale w finałowym pojedynku został pokonany przez Jürgena Melzera. Sezon zakończył na 14. miejscu w klasyfikacji ATP.

### Sezon 2010
W kolejnym roku najpierw Chorwat zatriumfował w Ćennaju, po zwycięstwie w finale nad Sanislasem Wawrinką. Podczas Australian Open osiągnął półfinał po wygranych w IV rundzie nad Del Potro i ćwierćfinale nad Roddickiem. Pojedynek, którego stawką był finał imprezy przegrał z Murrayem. W lutym ponownie zdobył tytuł w Zagrzebiu, po wygranej w decydującym meczu nad Michaelem Berrerem. Na początku maja awansował do finału zawodów w Monachium, lecz spotkanie finałowe przegrał z Michaiłem Jużnym.

### Sezon 2011
Pierwszy finał w sezonie Čilić rozegrał w Marsylii. Po drodze wyeliminował m.in. Tomáša Berdycha oraz Michaiła Jużnego. Spotkanie finałowe zakończyło się porażką Čilicia z Robinem Söderlingiem. Pod koniec lipca Chorwat, podczas turnieju w Umagu, osiągnął finał zarówno w grze pojedynczej, jak i podwójnej. W singlu spotkanie finałowe zakończyło się porażką Čilicia z Ołeksandrem Dołhopołowem, natomiast w deblu razem z Lovro Zovkiem przegrali finałowy pojedynek z parą Simone Bolelli-Fabio Fognini. W październiku Chorwat dotarł do finału w Pekinie, jednak nie sprostał w nim Tomášowi Berdychowi. Kolejnym zwycięstwem jakie Čilić osiągnął, był triumf w Petersburgu. Turniej odbywał się w ostatni tydzień października. W finale pokonał Janko Tipsarevicia.

### Sezon 2012
W maju Čilić doszedł do finału turnieju w Monachium, w którym nie sprostał reprezentantowi gospodarzy, Philippowi Kohlschreiberowi, przegrywając 6:7(8), 3:6. W czerwcu zwyciężył w turnieju w Londynie. W finale pokonał Davida Nalbandiana po dyskwalifikacji rywala, która nastąpiła przy stanie 6:7(3), 4:3. Drugi w sezonie triumf Čilić wywalczył w lipcu w Umagu, na kortach ziemnych. Był to zarazem pierwszy tytuł Chorwata na tej nawierzchni. Finałowe spotkanie wygrał z Marcelem Granollersem 6:4, 6:2. Wystąpił również w sezonie na igrzyskach olimpijskich w Londynie, osiągając II rundę singla i ćwierćfinał w deblu. W turnieju gry podwójnej startował wspólnie z Ivanem Dodigiem.

### Sezon 2013
Pierwszy tytuł w roku Čilić wywalczył w Zagrzebiu, w lutym. W finale pokonał 6:3, 6:1 Jürgena Melzera. W połowie czerwca tenisista chorwacki awansował do finału w Londynie, ponosząc porażkę w spotkaniu o tytuł z Andym Murrayem. We wrześniu został zawieszony w związku z wykryciem w jego organizmie zakazanej substancji psychoaktywnej o działaniu stymulującym – niketamidu. Kara dziewięciomiesięcznej dyskwalifikacji obejmować miała okres od momentu wykrycia niedozwolonego związku chemicznego do 31 stycznia 2014 roku. Po rozpatrzeniu apelacji przez Sportowy Sąd Arbitrażowy sankcja została zmniejszona do czterech miesięcy od momentu dobrowolnego przyznania się do winy, a zatem trwała do 26 października 2013 roku.

### Sezon 2014
W lutym Čilić po raz czwarty wygrał zawody w Zagrzebiu, a w finale pokonał Tommy’ego Haasa. Po turnieju w stolicy Chorwacji Čilić zagrał w Rotterdamie, gdzie doszedł do finału po wcześniejszym wyeliminowaniu m.in. Andy’ego Murraya. O tytuł zmierzył się z Tomášem Berdychem, z którym poniósł porażkę w dwóch setach. Drugim tytuł w sezonie Čilić wywalczył w Delray Beach, gdzie w finale stoczył trzysetowy pojedynek z Kevinem Andersonem. 8 września 2014 roku Čilić został mistrzem US Open. Tytuł ten Chorwat wywalczył po pokonaniu m.in. w półfinale Rogera Federera, a w finale 6:3, 6:3, 6:3 Keiego Nishikoriego. Čilić został również pierwszym Chorwatem, który wygrał wielkoszlemowe zawody od 2001 roku, gdy Goran Ivanišević triumfował na Wimbledonie. W październiku 2014 roku chorwacki tenisista wygrał zawody w Moskwie, po pokonaniu w finale Roberto Bautisty-Aguta.

### Sezon 2015
W październiku Čilić ponownie zagrał w finale zawodów w Moskwie. Tak jak przed rokiem, zwyciężył w nim z Bautistą-Agutem, znowuż wynikiem 6:4, 6:4.

### Sezon 2016
W sezonie 2016 tenisista chorwacki swój najlepszy wynik osiągnął w sierpniu zwyciężając w imprezie ATP World Tour Masters 1000 w Cincinnati w finale pokonując Andy’ego Murraya. Čilić został także mistrzem halowego turnieju w Bazylei i finalistą w Marsylii i Genewie.

### Sezon 2017
W maju Chorwat zwyciężył w zawodach w Stambule, pokonując w finale Milosa Raonica wynikiem 7:6(3), 6:3. W turniejach rozgrywanych na londyńskiej trawie na kortach Queen’s Clubu i Wimbledonu awansował do finału, w pierwszym ulegając Lópezowi, a w drugim – Federerowi. Grę w kolejnych zawodach uniemożliwiła mu kontuzja przywodziciela.

### Puchar Davisa
Od roku 2006 Čilić reprezentuje Chorwację w Pucharze Davisa. W 2009 roku miał znaczący wkład w awans zespołu do półfinału imprezy, kiedy to Chorwaci wyeliminowali Chile i USA (w meczu z USA Čilić zdobył dwa punkty po wygranych nad Fishem i Blakiem). Do lutego 2016 roku bilans Chorwata w rozgrywkach wynosi w grze pojedynczej 17 wygranych i 7 przegranych, z kolei w deblu 5 zwycięstw i 6 porażek.

### Finały w turniejach ATP Tour
| Legenda                                      |
| -------------------------------------------- |
| Wielki Szlem                                 |
| Igrzyska olimpijskie                         |
| Tennis Masters Cup / ATP Finals              |
| ATP Masters Series / ATP Tour Masters 1000   |
| ATP International Series Gold / ATP Tour 500 |
| ATP International Series / ATP Tour 250      |

#### Gra pojedyncza (20–16)
| Końcowy wynik | Nr  | Data                 | Turniej                    | Nawierzchnia  | Przeciwnik            | Wynik finału                |
| ------------- | --- | -------------------- | -------------------------- | ------------- | --------------------- | --------------------------- |
| Zwycięzca     | 1.  | 23 sierpnia 2008     | New Haven                  | Twarda        | Mardy Fish            | 6:4, 4:6, 6:2               |
| Zwycięzca     | 2.  | 11 stycznia 2009     | Ćennaj                     | Twarda        | Somdev Devvarman      | 6:4, 7:6(3)                 |
| Zwycięzca     | 3.  | 8 lutego 2009        | Zagrzeb                    | Twarda (hala) | Mario Ančić           | 6:3, 6:4                    |
| Finalista     | 1.  | 11 października 2009 | Pekin                      | Twarda        | Novak Đoković         | 2:6, 6:7(4)                 |
| Finalista     | 2.  | 1 listopada 2009     | Wiedeń                     | Twarda (hala) | Jürgen Melzer         | 4:6, 3:6                    |
| Zwycięzca     | 4.  | 10 stycznia 2010     | Ćennaj                     | Twarda        | Stan Wawrinka         | 7:6(2), 7:6(3)              |
| Zwycięzca     | 5.  | 7 lutego 2010        | Zagrzeb                    | Twarda (hala) | Michael Berrer        | 6:4, 6:7(5), 6:3            |
| Finalista     | 3.  | 9 maja 2010          | Monachium                  | Ceglana       | Michaił Jużny         | 3:6, 6:4, 4:6               |
| Finalista     | 4.  | 20 lutego 2011       | Marsylia                   | Twarda (hala) | Robin Söderling       | 7:6(8), 3:6, 3:6            |
| Finalista     | 5.  | 31 lipca 2011        | Umag                       | Ceglana       | Ołeksandr Dołhopołow  | 4:6, 6:3, 3:6               |
| Finalista     | 6.  | 9 października 2011  | Pekin                      | Twarda        | Tomáš Berdych         | 6:3, 4:6, 1:6               |
| Zwycięzca     | 6.  | 30 października 2011 | Petersburg                 | Twarda (hala) | Janko Tipsarević      | 6:3, 3:6, 6:2               |
| Finalista     | 7.  | 6 maja 2012          | Monachium                  | Ceglana       | Philipp Kohlschreiber | 6:7(8), 3:6                 |
| Zwycięzca     | 7.  | 17 czerwca 2012      | Londyn                     | Trawiasta     | David Nalbandian      | 6:7(3), 4:3 dyskwalifikacja |
| Zwycięzca     | 8.  | 15 lipca 2012        | Umag                       | Ceglana       | Marcel Granollers     | 6:4, 6:2                    |
| Zwycięzca     | 9.  | 10 lutego 2013       | Zagrzeb                    | Twarda (hala) | Jürgen Melzer         | 6:3, 6:1                    |
| Finalista     | 8.  | 16 czerwca 2013      | Londyn                     | Trawiasta     | Andy Murray           | 7:5, 5:7, 3:6               |
| Zwycięzca     | 10. | 9 lutego 2014        | Zagrzeb                    | Twarda (hala) | Tommy Haas            | 6:3, 6:4                    |
| Finalista     | 9.  | 16 lutego 2014       | Rotterdam                  | Twarda (hala) | Tomáš Berdych         | 4:6, 2:6                    |
| Zwycięzca     | 11. | 23 lutego 2014       | Delray Beach               | Twarda        | Kevin Anderson        | 7:6(6), 6:7(7), 6:4         |
| Zwycięzca     | 12. | 8 września 2014      | US Open, Nowy Jork         | Twarda        | Kei Nishikori         | 6:3, 6:3, 6:3               |
| Zwycięzca     | 13. | 19 października 2014 | Moskwa                     | Twarda (hala) | Roberto Bautista-Agut | 6:4, 6:4                    |
| Zwycięzca     | 14. | 25 października 2015 | Moskwa                     | Twarda (hala) | Roberto Bautista-Agut | 6:4, 6:4                    |
| Finalista     | 10. | 21 lutego 2016       | Marsylia                   | Twarda (hala) | Nick Kyrgios          | 2:6, 6:7(3)                 |
| Finalista     | 11. | 21 maja 2016         | Genewa                     | Ceglana       | Stan Wawrinka         | 4:6, 6:7(11)                |
| Zwycięzca     | 15. | 21 sierpnia 2016     | Cincinnati                 | Twarda        | Andy Murray           | 6:4, 7:5                    |
| Zwycięzca     | 16. | 30 października 2016 | Bazylea                    | Twarda (hala) | Kei Nishikori         | 6:1, 7:6(5)                 |
| Zwycięzca     | 17. | 7 maja 2017          | Stambuł                    | Ceglana       | Milos Raonic          | 7:6(3), 6:3                 |
| Finalista     | 12. | 25 czerwca 2017      | Londyn                     | Trawiasta     | Feliciano López       | 6:4, 6:7(2), 6:7(8)         |
| Finalista     | 13. | 16 lipca 2017        | Wimbledon, Londyn          | Trawiasta     | Roger Federer         | 3:6, 1:6, 4:6               |
| Finalista     | 14. | 28 stycznia 2018     | Australian Open, Melbourne | Twarda        | Roger Federer         | 2:6, 7:6(5), 3:6, 6:3, 1:6  |
| Zwycięzca     | 18. | 24 czerwca 2018      | Londyn                     | Trawiasta     | Novak Đoković         | 5:7, 7:6(4), 6:3            |
| Zwycięzca     | 19. | 13 czerwca 2021      | Stuttgart                  | Trawiasta     | Félix Auger-Aliassime | 7:6(2), 6:3                 |
| Finalista     | 15. | 24 października 2021 | Moskwa                     | Twarda (hala) | Asłan Karacew         | 2:6, 4:6                    |
| Zwycięzca     | 20. | 31 października 2021 | Petersburg                 | Twarda (hala) | Taylor Fritz          | 7:6(3), 4:6, 6:4            |
| Finalista     | 16. | 2 października 2022  | Tel Awiw-Jafa              | Twarda (hala) | Novak Đoković         | 3:6, 4:6                    |

#### Gra podwójna (0–2)
| Końcowy wynik | Nr | Data          | Turniej | Nawierzchnia | Partner     | Przeciwnicy                  | Wynik finału   |
| ------------- | -- | ------------- | ------- | ------------ | ----------- | ---------------------------- | -------------- |
| Finalista     | 1. | 31 lipca 2011 | Umag    | Ceglana      | Lovro Zovko | Simone Bolelli Fabio Fognini | 3:6, 7:5, 7–10 |
| Finalista     | 2. | 30 lipca 2021 | Tokio   | Twarda       | Ivan Dodig  | Nikola Mektić Mate Pavić     | 4:6, 6:3, 6–10 |

### Osiągnięcia w turniejach Wielkiego Szlema i ATP Tour Masters 1000 (gra pojedyncza)
| Turniej                  | 2006         | 2007         | 2008         | 2009                      | 2010                      | 2011                      | 2012                      | 2013                      | 2014                      | 2015                      | 2016                      | 2017                      | 2018                      | 2019                      | 2020                      | 2021                      | 2022                      | 2023                      | 2024                      | Wygrane turnieje | Bilans w turnieju |
| Wielki Szlem             | Wielki Szlem | Wielki Szlem | Wielki Szlem | Wielki Szlem              | Wielki Szlem              | Wielki Szlem              | Wielki Szlem              | Wielki Szlem              | Wielki Szlem              | Wielki Szlem              | Wielki Szlem              | Wielki Szlem              | Wielki Szlem              | Wielki Szlem              | Wielki Szlem              | Wielki Szlem              | Wielki Szlem              | Wielki Szlem              | Wielki Szlem              | Wielki Szlem     | Wielki Szlem      |
| ------------------------ | ------------ | ------------ | ------------ | ------------------------- | ------------------------- | ------------------------- | ------------------------- | ------------------------- | ------------------------- | ------------------------- | ------------------------- | ------------------------- | ------------------------- | ------------------------- | ------------------------- | ------------------------- | ------------------------- | ------------------------- | ------------------------- | ---------------- | ----------------- |
| Australian Open          | –            | 1R           | 4R           | 4R                        | SF                        | 4R                        | –                         | 3R                        | 2R                        | –                         | 3R                        | 2R                        | F                         | 4R                        | 4R                        | 1R                        | 4R                        | –                         | 1R                        | 0 / 15           | 35–15             |
| French Open              | –            | 1R           | 2R           | 4R                        | 4R                        | 1R                        | 3R                        | 3R                        | 3R                        | 4R                        | 1R                        | QF                        | QF                        | 2R                        | 1R                        | 2R                        | SF                        | –                         |                           | 0 / 16           | 31–16             |
| Wimbledon                | –            | 1R           | 4R           | 3R                        | 1R                        | 1R                        | 4R                        | 2R                        | QF                        | QF                        | QF                        | F                         | 2R                        | 2R                        | NH                        | 3R                        | –                         | –                         |                           | 0 / 14           | 31–13             |
| US Open                  | –            | –            | 3R           | QF                        | 2R                        | 3R                        | QF                        | –                         | W                         | SF                        | 3R                        | 3R                        | QF                        | 4R                        | 3R                        | 1R                        | 4R                        | –                         |                           | 1 / 14           | 41–13             |
| Bilans spotkań           | 0–0          | 0–3          | 9–4          | 12–4                      | 9–4                       | 5–4                       | 9–3                       | 5–2                       | 14–3                      | 12–3                      | 8–4                       | 13–4                      | 15–4                      | 8–4                       | 5–3                       | 3–4                       | 11–3                      | 0–0                       | 0–1                       | N/A              | 138–57            |
| ATP Finals               |              |              |              |                           |                           |                           |                           |                           |                           |                           |                           |                           |                           |                           |                           |                           |                           |                           |                           |                  |                   |
| ATP Finals               | –            | –            | –            | –                         | –                         | –                         | –                         | –                         | RR                        | –                         | RR                        | RR                        | RR                        | –                         | –                         | –                         | –                         | –                         |                           | 0 / 4            | 2–10              |
| ATP Tour Masters 1000    |              |              |              |                           |                           |                           |                           |                           |                           |                           |                           |                           |                           |                           |                           |                           |                           |                           |                           |                  |                   |
| Indian Wells             | –            | –            | 2R           | 3R                        | 2R                        | 3R                        | 2R                        | 3R                        | 4R                        | 2R                        | QF                        | 2R                        | 3R                        | 3R                        | NH                        | –                         | 2R                        | –                         |                           | 0 / 13           | 11–13             |
| Miami                    | –            | –            | 2R           | 3R                        | 4R                        | 2R                        | 3R                        | QF                        | 2R                        | –                         | 3R                        | 2R                        | 4R                        | 2R                        | NH                        | 4R                        | 3R                        | –                         |                           | 0 / 13           | 15–13             |
| Monte Carlo              | –            | –            | 1R           | 2R                        | 3R                        | 3R                        | 2R                        | 3R                        | 2R                        | QF                        | –                         | QF                        | QF                        | 2R                        | NH                        | 1R                        | 2R                        | –                         |                           | 0 / 13           | 14–13             |
| Madryt                   | –            | –            | 3R           | 2R                        | 3R                        | 2R                        | 3R                        | 1R                        | 3R                        | 2R                        | –                         | 2R                        | –                         | QF                        | NH                        | –                         | 2R                        | –                         |                           | 0 / 11           | 14–10             |
| Rzym                     | –            | –            | 1R           | 3R                        | 2R                        | QF                        | 1R                        | 2R                        | 2R                        | 1R                        | –                         | QF                        | SF                        | 2R                        | 3R                        | 2R                        | 3R                        | –                         |                           | 0 / 14           | 18–14             |
| Montreal/Toronto         | –            | –            | QF           | 1R                        | 1R                        | 3R                        | 3R                        | –                         | 3R                        | 2R                        | 2R                        | –                         | QF                        | 3R                        | NH                        | 2R                        | 3R                        | –                         |                           | 0 / 12           | 15–12             |
| Cincinnati               | –            | –            | 1R           | 2R                        | 1R                        | 1R                        | QF                        | –                         | 3R                        | 3R                        | W                         | –                         | SF                        | 1R                        | 1R                        | 2R                        | 3R                        | –                         |                           | 1 / 13           | 19–12             |
| Szanghaj                 |              |              |              | 1R                        | 1R                        | 1R                        | QF                        | –                         | 1R                        | 3R                        | 2R                        | SF                        | 2R                        | 1R                        | NH                        | NH                        | NH                        | –                         |                           | 0 / 10           | 8–10              |
| Paryż                    | –            | –            | 3R           | QF                        | 3R                        | 1R                        | 2R                        | 2R                        | –                         | 2R                        | SF                        | QF                        | QF                        | 2R                        | 3R                        | 2R                        | 1R                        | –                         |                           | 0 / 14           | 16–14             |
| Hamburg                  | –            | –            | 1R           | Nie ATP Tour Masters 1000 | Nie ATP Tour Masters 1000 | Nie ATP Tour Masters 1000 | Nie ATP Tour Masters 1000 | Nie ATP Tour Masters 1000 | Nie ATP Tour Masters 1000 | Nie ATP Tour Masters 1000 | Nie ATP Tour Masters 1000 | Nie ATP Tour Masters 1000 | Nie ATP Tour Masters 1000 | Nie ATP Tour Masters 1000 | Nie ATP Tour Masters 1000 | Nie ATP Tour Masters 1000 | Nie ATP Tour Masters 1000 | Nie ATP Tour Masters 1000 | Nie ATP Tour Masters 1000 | 0 / 1            | 0–1               |
| Bilans spotkań           | 0–0          | 0–0          | 9–9          | 9–9                       | 5–9                       | 9–9                       | 11–9                      | 8–6                       | 10–8                      | 6–8                       | 13–5                      | 9–7                       | 14–8                      | 8–8                       | 3–3                       | 7–6                       | 9–8                       | 0–0                       | 0–0                       | N/A              | 130–112           |
| Ranking na koniec sezonu |              |              |              |                           |                           |                           |                           |                           |                           |                           |                           |                           |                           |                           |                           |                           |                           |                           |                           |                  |                   |
|                          | 170          | 71           | 23           | 14                        | 14                        | 21                        | 15                        | 37                        | 9                         | 13                        | 6                         | 6                         | 7                         | 39                        | 42                        | 30                        | 17                        | 672                       |                           | N/A              | N/A               |

Legenda
     W, wygrał turniej
     F, przegrał w finale
     SF, przegrał w półfinale
     QF, przegrał w ćwierćfinale
     4R, 3R, 2R, 1R przegrał w IV, III, II, I rundzie
     RR, odpadł w fazie grupowej
     –, nie startował w turnieju głównym
     NH, turniej nie odbył się

## Odznaczenia
- Order Księcia Branimira (2018)[6]